# Here in My Heart

Al Martino – Here in My Heart (1952)

Here in My Heart ist ein Lied der US-amerikanischen Komponisten Pat Genaro, Lou Levinson und Bill Borrelli aus dem Jahr 1952.

## Hintergrund
Bei seiner Veröffentlichung entstanden Aufnahmen mehrerer Künstler. Erfolgreichste Version ist die von Al Martino, der damit im Juni und Juli 1952 in den Vereinigten Staaten für zwei Wochen Platz 1 der Best-Sellers-in-Stores-Charts erreichte. Am 14. November 1952 war Martino mit dem Titel die erste Nummer eins in der Geschichte der britischen Charts. Er blieb dort neun Wochen an der Spitze. Später nahm Martino für die Plattenfirma MGM’s Cub eine wenig erfolgreiche Version als Rockballade auf. Eine weitere Neuaufnahme des Titels erreichte 1961 noch einmal Platz 86 der Billboard Hot 100.
Weitere Aufnahmen stammen von Vic Damone und Tony Bennett. Damone erreichte Platz 8 der US-amerikanischen Charts, Bennett Platz 15. Wini Brown and her Boy Friends spielten 1952 eine Rhythm-and-Blues-Version ein. Larry Day nahm zusammen mit dem Orchester Frank Cordell am 24. Juni 1952 in London eine Versions des Liedes auf, die bei His Master’s Voice erschien. Semprini bediente sich des Titels für das Medley Dancing to the Piano (No. 18) - Part 1, das am 11. November 1952 ebenfalls bei His Master’s Voice erschien. 1963 sang Richard Harris den Titel in dem Film Lockender Lorbeer (This Sporting Life).